# Vladimir Krasić
Vladimir Krasić, magyarosan Krászits Vladimir (Szálka, 1851. július 25. – Károlyváros, 1890. március 20.) tanítóképző-intézeti igazgató-tanár.

## Élete
Apja szegény szabómester volt; fiát beadta a grabováci (Baranya megye) szerb zárdába éneklő és ministráló gyermeknek. Innét a horvátországi Pakrácra került és ott, püspöki támogatással, algimnáziumot majd tanítóképzőt végzett. 1876-tól állandóan Károlyvárosban élt; előbb népiskolai tanító volt; később megbízták az ottani szerb tanítóképző gyakorló-iskolájának vezetésével; ugyanennek az intézetnek rendes tanára is volt és ezen állásában maradt haláláig.
A szerb népköltészeti művek gyűjtésével foglalkozott.
Cikkei a szerb maticza Letopis c. évkönyvben: Opis manastira Orahovice (Orahovica zárda leírása), Lepavina (Lepavina zárda), Manastir Pakra, Opis manastira Grabovca, Prilog k tumacenju tajne bukovice u starine rukopisima (A régi kéziratok titkos írásának magyarázatáról) és körülbelül 20 népmese.

## Munkái
- Ustanak bosanski god. 1875-78. ... (A boszniai felkelés 1875-78-ig.)
- Izabrane priče: darak dobroj deci (1879)
- Srpske narodne pesme starijeg i novijeg vremena. (Pancsova, 1880. Régibb és újabb szerb népdalok.)
- Pripovetke iz istorije sveta. (Újvidék, 1883. Elbeszélések a világtörténelemből. Herczog után.)
- Opis manastira Orahovice (1885)
- Opis manastira Pakre (1886)
- Manastir Lepavina (1889)
- Narodne pripovetke (I–II, 1896–97)